# Julien Watrin
Julien Watrin (Virton, 27 giugno 1992) è un velocista belga.

## Palmarès
| Anno                             | Manifestazione           | Sede           | Evento        | Risultato  | Prestazione | Note                                     |
| -------------------------------- | ------------------------ | -------------- | ------------- | ---------- | ----------- | ---------------------------------------- |
| In rappresentanza del Belgio     |                          |                |               |            |             |                                          |
| 2010                             | Mondiali U20             | Moncton        | 100 m piani   | 7º         | 10"56       |                                          |
| 2010                             | Mondiali U20             | Moncton        | 200 m piani   | Semifinale | 21"12       |                                          |
| 2010                             | Mondiali U20             | Moncton        | 4×100 m       | Batteria   | 40"43       |                                          |
| 2011                             | Europei U20              | Tallinn        | 200 m piani   | Batteria   | dnf         |                                          |
| 2013                             | Europei U23              | Tampere        | 4×400 m       | Argento    | 3'04"90     |                                          |
| 2014                             | World Relays             | Nassau         | 4×400 m       | 9º         | 3'02"97     |                                          |
| 2014                             | Europei                  | Zurigo         | 400 m piani   | Batteria   | 46"31       |                                          |
| 2014                             | Europei                  | Zurigo         | 4×400 m       | 6º         | 3'02"60     |                                          |
| 2015                             | Europei indoor           | Praga          | 4×400 m       | Oro        | 3'02"87     | Record europeo                           |
| 2015                             | World Relays             | Nassau         | 4×400 m       | Bronzo     | 2'59"33     | Record nazionale                         |
| 2016                             | Europei                  | Amsterdam      | 400 m piani   | Semifinale | 45"76       |                                          |
| 2016                             | Europei                  | Amsterdam      | 4×400 m       | Oro        | 3'01"10     |                                          |
| 2016                             | Giochi olimpici          | Rio de Janeiro | 4×400 m       | 4º         | 2'58"52     | Record nazionale                         |
| 2017                             | Europei indoor           | Belgrado       | 4×400 m       | Argento    | 3'07"80     |                                          |
| 2017                             | World Relays             | Nassau         | 4×400 m       | 10º        | 3'07"14     |                                          |
| 2018                             | Europei                  | Berlino        | 4×400 m       | Oro        | 2'59"47     | Miglior prestazione europea stagionale   |
| 2019                             | Europei indoor           | Glasgow        | 4×400 m       | Oro        | 3'06"27     |                                          |
| 2019                             | World Relays             | Yokohama       | 4×400 m       | Bronzo     | 3'02"70     | [ 1 ]                                    |
| 2019                             | World Relays             | Yokohama       | 4×400 m mista | 8º         | 3'25"74     |                                          |
| 2019                             | Mondiali                 | Doha           | 4×400 m       | Bronzo     | 2'58"78     | [ 1 ]                                    |
| 2022                             | Mondiali indoor          | Belgrado       | 400 m piani   | Semifinale | 46"54       |                                          |
| 2022                             | Mondiali indoor          | Belgrado       | 4×400 m       | Oro        | 3'06"52     | Miglior prestazione personale stagionale |
| 2022                             | Mondiali                 | Eugene         | 400 m hs      | Semifinale | 49"52       |                                          |
| 2022                             | Mondiali                 | Eugene         | 4×400 m       | Bronzo     | 2'58"72     | Miglior prestazione personale stagionale |
| 2022                             | Europei                  | Monaco         | 400 m hs      | 6º         | 48"98       |                                          |
| 2022                             | Europei                  | Monaco         | 4×400 m       | Argento    | 2'59"49     |                                          |
| 2023                             | Europei indoor           | Istanbul       | 400 m piani   | Argento    | 45"44       | Record nazionale                         |
| 2023                             | Europei indoor           | Istanbul       | 4×400 m       | Oro        | 3'05"83     | Miglior prestazione europea stagionale   |
| 2023                             | Mondiali                 | Budapest       | 400 m hs      | Semifinale | 48"94       |                                          |
| 2023                             | Mondiali                 | Budapest       | 4×400 m       | Batteria   | 3'00"33     |                                          |
| 2025                             | Europei indoor           | Apeldoorn      | 4x400 m       | Bronzo     | 3'05"18     |                                          |
| 2025                             | Europei indoor           | Apeldoorn      | 4×400 m mista | Argento    | 3'16"19     |                                          |
| 2025                             | World Relays             | Guangzhou      | 4x400 m mista | 6ª         | 3'16"45     |                                          |
| In rappresentanza della Vallonia |                          |                |               |            |             |                                          |
| 2013                             | Giochi della Francofonia | Nizza          | 200 m piani   | 4º         | 21"56       |                                          |
| 2013                             | Giochi della Francofonia | Nizza          | 4×100 m       | Bronzo     | 39"58       |                                          |